# Atto de Spoleto
Atto (sau Hatto) a fost duce longobard de Spoleto de la 653 la 663, succedându-i lui Theodelap. 
Nu se cunoaște nimic referitor la domnia sa, cu excepția faptului că a fost înlocuit cu Thrasimund I, conte de Capua.